# Wasatch County
Wasatch County är ett administrativt område i delstaten Utah, USA. År 2010 hade countyt 23 530 invånare. Den administrativa huvudorten (county seat) är Heber City.

## Geografi
Enligt United States Census Bureau har countyt en total area på 3 132 km². 3 050 km² av den arean är land och 82 km² är vatten.

### Angränsande countyn
- Salt Lake County, Utah - nordväst
- Summit County, Utah - nord
- Utah County, Utah - väst
- Duchesne County, Utah - öst

### Städer och samhällen
- Charleston
- Heber City (huvudort)
- Midway
- Wallsburg